# Daniel Smith (senator)
Daniel Smith, född 29 oktober 1748 i Stafford County, Virginia, död 16 juni 1818 i Sumner County, Tennessee, var en amerikansk lantmätare och politiker (demokrat-republikan). Han representerade delstaten Tennessee i USA:s senat 1798-1799 och 1805-1809.
Smith studerade vid The College of William & Mary. Han blev 1773 utnämnd till ställföreträdande lantmätare i Augusta County. Smith deltog i amerikanska revolutionen och befordrades till överste. Efter kriget befordrades han till brigadgeneral.
Smith fick arbete som lantmätare i Sumner County och utnämndes sedan av USA:s president George Washington till sekreterare i Sydvästterritoriet. Han deltog i Tennessees konstitutionskonvent 1796 och utarbetade Tennessees första officiella karta.
Senator Andrew Jackson avgick 1798 och Smith utnämndes till senaten fram till mars 1799. Delstatens lagstiftande församling valde Cocke 1805 till en hel mandatperiod i senaten. Han avgick dock redan 1809 och efterträddes av Jenkin Whiteside.